# Verbandsgemeinde Alzey-Land
La comunità amministrativa di Alzey-Land (Verbandsgemeinde Alzey-Land) si trova nel circondario di Alzey-Worms nella Renania-Palatinato, in Germania.

## Comuni
Fanno parte della comunità amministrativa i seguenti comuni:
| Comune, città               | Sup. (km²) | Abitanti |
| --------------------------- | ---------- | -------- |
| Albig                       | 358        | 1 610    |
| Bechenheim                  | 32         | 413      |
| Bechtolsheim                | 244        | 1 789    |
| Bermersheim vor der Höhe    | 90         | 339      |
| Biebelnheim                 | 183        | 669      |
| Bornheim                    | 105        | 880      |
| Dintesheim                  | 37         | 151      |
| Eppelsheim                  | 93         | 1 236    |
| Erbes-Büdesheim             | 48         | 1 428    |
| Esselborn                   | 27         | 402      |
| Flomborn                    | 96         | 1 080    |
| Flonheim                    | 403        | 2 717    |
| Framersheim                 | 288        | 1 578    |
| Freimersheim                | 11         | 723      |
| Gau-Heppenheim              | 110        | 548      |
| Gau-Odernheim               | 373        | 3 896    |
| Kettenheim                  | 29         | 327      |
| Lonsheim                    | 121        | 589      |
| Mauchenheim                 | 74         | 979      |
| Nack                        | 25         | 607      |
| Nieder-Wiesen               | 4,89       | 605      |
| Ober-Flörsheim              | 78         | 1 301    |
| Offenheim                   | 80         | 655      |
| Wahlheim                    | 51         | 579      |
| Verbandsgemeinde Alzey-Land | 174        | 25 149   |

(Abitanti al 31 dicembre 2021)